# Joe l'inafferrabile
L'agente invisibile (Invisible Agent), noto anche col titolo Joe l'inafferrabile, è un film fantaspionistico del 1942 per la regia di Edwin L. Marin, prodotto dalla Universal Studios, liberamente tratto da romanzo di H.G. Wells L'uomo invisibile (1885).

## Trama
Il nipote del Dr. Jack Griffin (l'originale uomo invisibile) ha aperto una tipografia a Manhattan e adesso si fa chiamare Frank Raymond. Anch'egli è riuscito ad ottenere la formula dell'invisibilità come per primo aveva fatto suo nonno.
Durante la seconda guerra mondiale, utilizza il siero per sventare un attacco aereo delle Potenze dell'Asse che mira a distruggere New York.

## Critica
(Fantafilm)

## I film della serie
- L'uomo invisibile (The Invisible Man, 1933) di James Whale
- Il ritorno dell'uomo invisibile (The Invisible Man Returns, 1940) con Vincent Price
- La donna invisibile (The Invisible Woman, 1940) con John Barrymore
- L'agente invisibile (Invisible Agent, 1942)
- La rivincita dell'uomo invisibile (The Invisible Man's Revenge, 1944)